# رابلی دی. ایوانز
رابلی دی. ایوانز (انگلیسی: Robley D. Evans; ۱۸ مهٔ ۱۹۰۷ – ۳۱ دسامبر ۱۹۹۵) فیزیک‌دان آمریکایی بود.

## زندگی‌نامه
او در ۱۸ مه ۱۹۰۷ در دانشگاه نبراسکا وسلین به دنیا آمد. در سال ۱۹۳۲ از مؤسسه فناوری کالیفرنیا دکترا گرفت و در سال ۱۹۳۴ به هییت علمی مؤسسه فناوری ماساچوست پیوست که در سال ۱۹۷۲ بازنشسته شد.

## درگذشت
ایوانز در ۳۱ دسامبر ۱۹۹۵ در ۸۸ سالگی براثر نارسایی تنفسی در پرادایس ولی، آریزونا درگذشت. برای تمام تلاش‌ها و تحقیقات او، او به عنوان یکی از بنیان‌گذاران پزشکی هسته‌ای شناخته می‌شود.